# Caye Bokel
La Caye Bokel  ou Big Cay Bokel est la caye la plus au sud de l'atoll Turneffe dans la mer des Caraïbes. Elle appartient administrativement du district de Belize. C'est l'une des 450 îles de la barrière de corail du Belize.

## Topographie
Le terrain le l'île est très plat et s'étend sur 0.9 km dans le sens nord-sud et 1.1 km dans le sens sud-ouest. Son point culminant est à 9 mètres.

## Protection
L'atoll a été officiellement déclaré aire marine protégée le 22 novembre 2012 . En réalité, l' atoll avec une série de plus de 150 îles, cayes et récifs, avec de belles plages de sable blanc et des eaux bleu turquoise, ainsi qu’un lagon central bordé de mangroves de ce groupe de petites îles[incompréhensible]. Les cocotiers abondent, la pêche et la plongée sont des activités importantes.